# Cassidian
Cassidian was de defensiepoot van het Europese consortium EADS. Het bedrijf had anno 2011 28.000 werknemers in twintig landen wereldwijd met hoofdkwartier in Duitsland, en behaalde een omzet van om en nabij 5,8 miljard euro. Cassidian had ook een groot belang in de Eurofighter Typhoon en MBDA. Sinds 2014 maakt het deel uit van Airbus Defence and Space.

## Activiteiten
Cassidian ontwikkelde onder meer:
- Avionica
- Luchtgevechtssystemen (waaronder de Eurofighter)
- Militaire IT-systemen
- Radiocommunicatiesystemen (onder meer TETRA)
- Gegevensencryptiesystemen
- Detectiesystemen voor land-, zee- en luchttoezicht
- Systemen voor elektronische oorlogvoering
- Beheersystemen voor noodcentrales
- Ondersteunende systemen voor militaire missies
- Onbemande luchtvaartuigen

## Geschiedenis

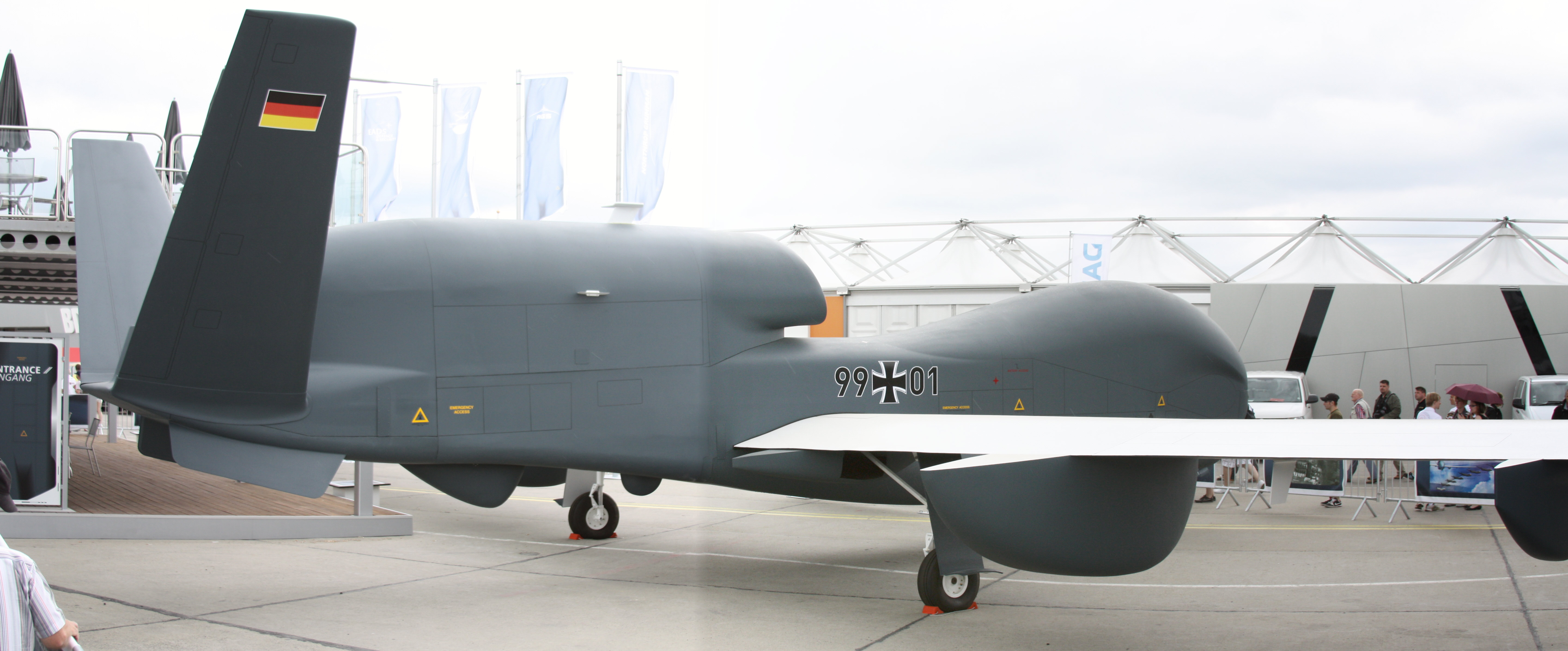
Cassidian maakt de Duitse variant van het Global Hawk-onbemand verkenningsvliegtuig. Deze door de Luftwaffe bestelde versie wordt EuroHawk genoemd en vloog voor het eerst in 2010.

EADS Defence & Security is in 2000 gevormd met de divisies Defence and Communications Systems, met subdivisie Defence Electronics, en Military Air Systems. In 2002 name EADS Siemens'fabriek in het Belgische Oostkamp over. Hier worden militaire radars gemaakt voor onder meer de Eurofighter Typhoon.
Tot 17 september 2010 heette het bedrijf EADS Defence & Security Systems. Toenmalig CEO Stefan Zoller veranderde de naam in Cassidian om het bedrijf met een sterke merknaam beter te profileren. De nieuwe naam is een porte-manteau van de latijnse woorden cassida (helm) en meridian die samen de wereldwijde bescherming en veiligheid moeten uitdrukken die Cassidian zich als missie heeft gesteld.
In 2012 kondigde Cassidian de creatie van de nieuwe divisie Cassidian CyberSecurity aan. Deze zal zich richten op beveiliging tegen computercriminaliteit.
In januari 2014 werd moederbedrijf EADS omgevormd tot Airbus Group. In het kader van die reorganisatie werd Cassidian samen met de ruimtevaartdivisie Astrium en vliegtuigbouwer Airbus Military samengebracht in de nieuwe divisie Airbus Defence and Space.